# Palpita vitrealis
Palpita vitrealis es una espècie de lepidòpter ditrisi de la família dels cràmbids (Crambidae). Té una distribució cosmopolita, incloent Àfrica, Àsia, Austràlia, Europa i Amèrica. A Europa, es troba al sud d'Europa, però pot migrar cap més al nord.
L'envergadura alar és de 27–31 mm. L'arna vola a la tardor, segons el lloc on es troba.
La larva s'alimenta de Jasminum officinale, Ligustrum, Forsythia i l'olivera on és una plaga agrícola.